# Willi Krakau
Willi Krakau (4 de dezembro de 1911 – 26 de abril de 1995) foi um automobilista alemão que participou do Grande Prêmio da Alemanha de 1952 de Fórmula 1.